# Camp Swift, Texas
Camp Swift là một nơi ấn định cho điều tra dân số (CDP) thuộc quận Bastrop, tiểu bang Texas, Hoa Kỳ. Năm 2010, dân số của nơi này là 6383 người.

## Dân số
- Dân số năm 2000: 4731 người.
- Dân số năm 2010: 6383 người.